# E-Tax

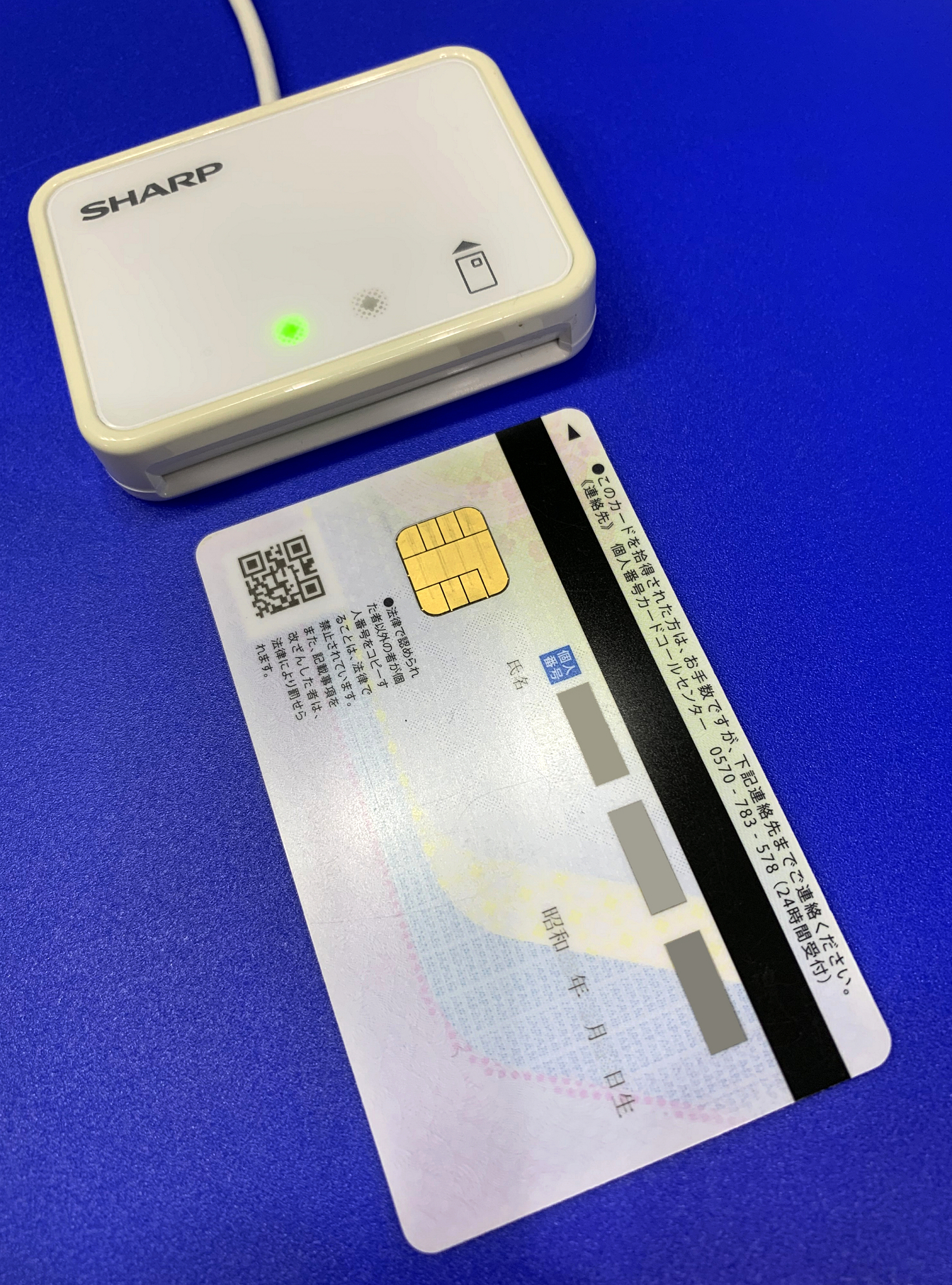
e-Taxで利用される接触型ICカードリーダライタ

e-Tax（イータックス）とは、国税庁が運営する、国税に係る申告・申請・納税に係るオンラインサービスの愛称である。正式名称を国税電子申告・納税システム（こくぜいでんししんこく・のうぜいシステム）という。オンライン通信にはインターネットを利用している。システムの開発・運用・保守は、国税庁がNTTデータに業務委託している（随意契約）。e-Taxから連動した電子納税には、Pay-easyが活用されている。
e-Taxには、いくつものセキュリティが施されており、中でも利用者の公的個人認証サービスによる電子署名が大きな特徴である。

## 利用状況

### 平成
2011年度（平成23年）の利用率は、重点15手続きで52.7%、所得税申告で43.7%、法人税申告で65.4%、法定調書合計表で68.5%である（一方、アメリカ合衆国内国歳入庁への個人所得税の申告における電子申告（e-file）の利用率は2011年に77.2%であった）。
2015年度の法人税申告件数のうち、約75%（約196万件）が利用したが、資本金が1億円以上の大企業は約52%（約1万件）にとどまっている。中小企業は税理士が経理書類をもとに申告書を作成し、電子申告するケースが多い。しかし、大企業は独自の経理・会計システムを構築しているため、電子申告を使わないケースが目立つ。「領収書などの書類を紙で決済する文化が根強くある」「紙での地方税申告を求める自治体があり、すべて紙で対応している」などの事情もあるという。
e-Taxの利用時間は、月曜日-金曜日の午前8時30分から24時（祝日等及び12月29日 - 1月3日を除く。）。但し、所得税確定申告期については、24時間の受付を実施している。また、e-Taxとダウンロードコーナーの運転状況を公式サイト上にて告知している。
利用状況についての過去の記録は、公式サイト上にてPDFファイルにて告知されている。

### 令和
令和3年4月、大法人の法人税等の申告について電子申告の義務化を法制化されている。コロナの影響による電子申告利用の加速もあり、e-Taxの利用状況率向上へとつながっている。
| 年度       | 所得税申告 | 消費税申告（個人） | 法人税申告 | 消費税申告（法人） |
| ---------- | ---------- | ------------------ | ---------- | ------------------ |
| 平成28年度 | 53.5%      | 63.2%              | 79.3%      | 77.3%              |
| 平成29年度 | 54.5%      | 66.1%              | 80.0%      | 81.6%              |
| 平成30年度 | 57.9%      | 68.5%              | 84.3%      | 82.6%              |
| 令和元年度 | 59.9%      | 70.4%              | 87.1%      | 86.8%              |

- 令和4年度、法人税申告のe-Tax利用率は、はじめて9割を超えた。
- 令和4年度、添付書類を含めたe-Taxの利用は、74.1%となり、4社に3社が「ALL e-Tax」である[7]。
- 令和7年1月以降、申告書等の控えへの収受日付印の押なつは行わないこととなった。今後、紙による申告はメリットがなくなった。

## 長所（メリット）
特にその迅速性・効率性から、法人や税理士による利用が増加している。
- 医療費控除の領収書や源泉徴収票等については、記載内容を電子申請で送信することにより、原本の提出または提示に代えられていたが、書面提出でも提出または提示が不要となり、メリットではなくなった。ただし医療費の領収書原本は、原則として申告期限後5年間の保存が求められる。
- e-Taxを利用して所得税の確定申告を行った場合、平成19年（2007年）分から平成24年（2012年）分までの申告に限り、電子証明書等特別控除という税額控除（最高5,000円 - 3,000円）があった[注 1]。また、年末調整で過不足精算が完了した給与所得者も適用可能。ただし、いずれにせよ公的個人認証サービスを受けた住民基本台帳カードによる個人認証（電子署名）が必要で、会計事務所や税理士などに委託し、本人以外の電子署名した代理送信による申告では、税額控除を受ける事ができない（租税特別措置法第41条の19の5）。
- 還付申告の場合、通常の紙ベースで申告書を提出した場合よりも税金が還付されるまでの期間が約3週間早くなる(申告書を提出してから通常6週間のところが、3週間で還付される。ただし申告期限の直前 - 直後に提出した場合や、ゴールデンウィークの前後は事務処理日数の都合上[注 2]これよりも長くかかる場合がある)。
  - ただし、記載内容の全部または一部を省略して送信した場合や、寄附金控除・住宅借入金等特別控除の適用を受ける申告などの様に、添付書類の提出が必要な申告を行った場合は、前述の「3週間後に還付」は「データを送信した後から3週間」とはならず「後日郵送した添付書類等が税務署に到着してから約3週間後に還付される」という意味となるため、注意が必要である。
- 平成20年 (2008年)、NTTデータが財務情報流通ゲートウェイ―Zaimon（ザイモン）サービスを開始した。これまで、電子申告を行った企業も金融機関への融資申し込みなどの際は、改めて申告書を印刷して提出しなければならなかったが、このサービスを利用することで、電子申告したデータをインターネット上で金融機関に提出できるようになった。これにより、電子申告した企業、税理士等および申告書を受け付ける金融機関の双方にとって、事務手続きの効率化が図られるようになった。また、Zaimonサービスの利用を条件として、融資時の金利優遇等のサービスを実施している金融機関も存在する。今後、このような電子申告されたデータを二次利用するサービスが順次提供されるとともに、e-Tax利用者のメリットも大きくなることが予想される（現在、Zaimonサービスに対応しているのは、三井住友銀行[8]、みずほ銀行[9]、足利銀行[10]、西日本シティ銀行[11]）。
- 申告に関する書類は9年間の保存義務があり、大量の書類を保管する倉庫を確保しなければならないが、電子申告の義務化で、保存コストの削減にもつながるという意見がある[3]。

### 近年の改善
- 2014年6月16日 - スマートフォン画面に適したレイアウトの「e-Taxソフト（SP版）」を開始[12]
- 2016年1月 - マイナンバーカードの発行に合わせ、e-Taxも同カードを用いた電子署名に対応[13]
- 2016年1月（2015年分の申告） - 表示レイアウトの改善[14]
- 2017年1月16日 - マイナポータルと接続開始[15]
- 2018年12月17日 - Android用e-Taxアプリをリリース。Androidスマートフォンでのマイナンバーカードの読み取りに対応[16]
- 2019年1月（2018年分の申告） - 「マイナンバーカード方式」（マイナンバーカードを利用して申告）と「ID・パスワード方式」（税務署でIDとパスワードを受取り申告）を開始、一部のページにスマートフォン専用画面を設置[17]
- 2019年10月 - 相続税の申告に対応[18]
- 2020年1月（2019年分の申告） - iPhoneでのマイナンバーカード読取りに対応[19]
- 2021年1月（2020年分の申告） - マイナポータル連携を開始（保険料控除等をマイナポータルから取得し自動入力）、タブレット端末による申告の際にスマートフォンをICカードリーダーの代替とすることが可能[20]、住宅借入金等特別控除証明書の電子交付に対応[21]
- 2022年1月（2021年分の申告） - マイナポータル連携の対象拡大（ふるさと納税、医療費控除（2021年9月分以降）等）、PCによる申告の際にスマートフォンをICカードリーダーの代替とすることが可能、給与所得の源泉徴収票をスマートフォンのカメラで撮影し自動入力[22]
- 2022年1月 - 税務調査で求められた資料をe-Taxで提出可能となった[23]
- 2023年1月（2022年分の申告） - マイナンバーカードの読み取り回数削減、青色申告決算書・収支内訳書がスマートフォンで作成可能、マイナポータル連携の対象拡大（医療費控除（1年分）、国民年金保険料、公的年金等の源泉徴収票）[24]
- 2024年1月（2023年分の申告） - 給与所得の自動入力（勤務先が税務署へ源泉徴収票をe-Taxで提出した場合に限る）[25]、マイナポータル連携の対象拡大（国民年金基金掛金、iDeCo掛金、小規模企業共済掛金）[26]
- 2025年1月（2024年分の申告） - 全ての確定申告画面がスマホ向け専用画面に対応、スマホ用電子証明書に対応し実物のマイナンバーカード無しで認証可能となった[27]

## 短所（デメリット）
主に平成初期から平成末期頃に話題となった論点（短所）であり、令和の現在、その多くの不具合は立法と技術の進化に伴い解消されている。歴史的事例として参考までに記載をする。
国税庁は、当初からe-Taxの個人納税者への普及に努めており、利用による申告の迅速・簡易さが強調していた。しかし、かつては、利用前のパソコンでの電子申告に関わる事前セットアップが、利用者負担の面で多くの障壁があり、「簡単に申告できる」とする国税庁のPRとの齟齬が生じていた。簡便化と利用促進を図る国税庁との間には、様々なコンピュータ犯罪の可能性や、それを背景として立法された「行政機関の保有する個人情報の保護に関する法律」の存在も影響を及ぼしており、これらが互いに相反し矛盾する関係にあったことも齟齬が生じる大きな要因のひとつとなっていた。
- Java・Adobe Acrobat Reader・公的個人認証サービスソフトウェアをインストールしてもすぐに利用できるわけではない。周辺機器の環境を整えなければならず、電子証明書搭載の住民基本台帳カード（個人番号カード）や、これを読み取るICカードリーダーの購入などの初期コストも必要である。これらの環境をセットアップするまで、利用者自身の手で、地方公共団体や税務署に各種申請を行う必要がある。システムの案内も不十分で分かりにくいので、パソコン操作のスキルと確定申告のいずれも詳しくない人が、オンライン提出するには現実のハードルが高い[28][29][30]。
- 公的個人認証サービスに有効期間がある（住民基本台帳カードの公的個人認証サービスの場合3年、マイナンバーカードの場合は5年）ため、ランニングコスト（3年間で500円+自治体窓口に出向く交通費等、個人番号カードの場合は無料だが、窓口に向かう手間は残された）がかかる。また住民基本台帳カードの有効期限も10年（個人番号カードの場合は10回目の誕生日）である。
- 地方公共団体（個別の関係条例）や個々人の事情（証明性の高い身分証明書類を保有していない者など。高齢者に多い）によっては、個人確認の手続き上、住民基本台帳カードと電子証明書を即日発行できない場合もあった。更に、住民基本台帳カードのなりすましによる不正取得多発が原因で、総務省は平成22年 (2010年) 11月に住民基本台帳カード発行時の「本人確認手続きを厳格化する様」全国の地方公共団体に通知したため、カード取得に要する手数が、以前よりも増大したケースも生じていた。
  - 個人認証や住民基本台帳カードに求められる証明機能の厳格性と、利用者が求める手続きの簡易・迅速さは両立困難で、確定申告シーズンに住民基本台帳カード交付申請が集中して、役所窓口での滞留も起き、利用者の不満を招いた[注 3]。

これらのデメリットを解消するための施策の一環として、平成19年 (2007年) 度から全国の税務署及び申告相談センターにおいて、各税務署等が代理送信をする設定としたパソコンを用意して、電子申告の体験版といえる「初回来署型電子申告」主体の確定申告相談会場を設置し（納税者がパソコンや電子証明書を用意しなくとも電子申告できる）、パソコン操作に不慣れな者に対しては、国税庁職員やアルバイトがパソコン操作を補助する試みを行っている。平成19年度の利用率の急伸の背景には、この制度によるところのものが大きい。
また平成19年 (2007年) 度では、あくまで体験版であり「翌年以後は自宅で電子申告を」という趣旨のものであったが、前述のとおり自宅で電子申告を行う際のセットアップにおけるハードルの高さは、依然として改善されていないため、平成20年 (2008年) 以降も「連年税務署等に来て電子申告を行っても良い」と、前年までのスタンスを変えた対応を取らざるを得ない状況となり、新たな問題も生まれている。
平成22年 (2010年) からは、パソコンの操作が少しでもできる者は、可能な限り自分でパソコンを操作して送信するスタンスで確定申告指導を行っており、主に勤労世代に対して、翌年以降は自宅のパソコンで申告するよう呼びかけ、確定申告期の税務署来署者の削減を図る方針が取られている。その後、日々の技術の進化とともに、平成・令和と時代の移行とともに環境が整備され、令和4年には法人税申告のe-Tax利用率は、はじめて9割を超えるまでになった。

## 必要な推奨環境（国税庁において動作を確認した環境）

### e-Taxソフト（WEB版）
- OSはWindows 8.1・10・11またはMacOS Mojave以降（いずれも日本語版）[31]。
  - Linux・FreeBSD・Unix(Solaris・OpenIndiana)・Android・iPhoneは未対応。
- ウェブブラウザは Microsoft Edge、Google Chrome、もしくは Safari 14.1以上。
- Adobe Acrobat Reader

### e-Taxソフト(SP版）
- OSはAndroid・iPhone

### e-Taxソフト
- ダウンロードコーナーにて、e-Taxソフトウェアなどのダウンロードを行い、コンピュータにインストールする[32]。
- e-Taxソフト（WEB版）よりも申告できる税目が広い。
- Windows 8.1・10・11  （いずれも日本語版）が必要[33]。
- MacOS・Linux・FreeBSD・Unix(Solaris・OpenIndiana)・Android・iPhoneは未対応。

### 周辺機器など

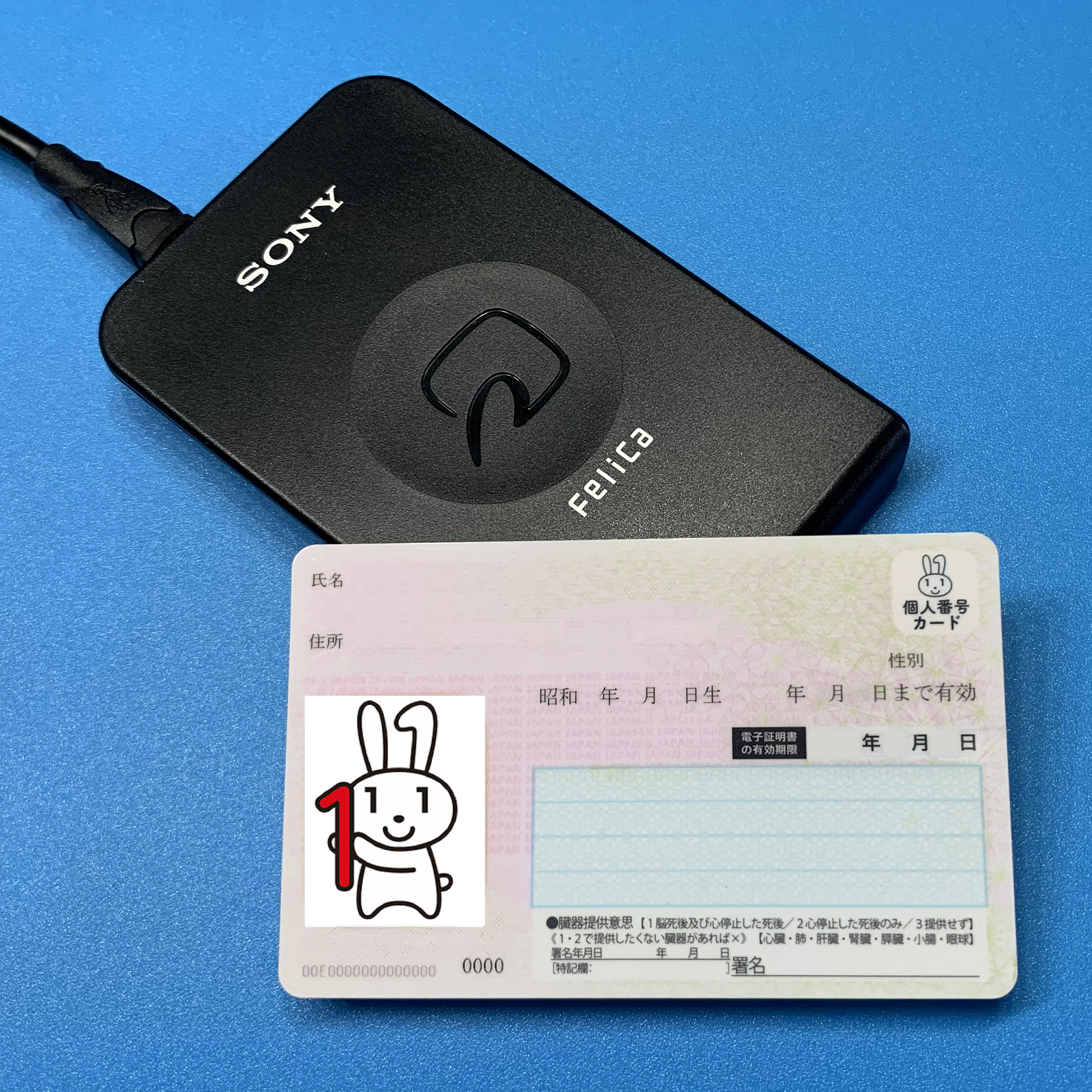
「非接触型 ICカード リーダ/ライタ」と「マイナンバーカード」

- 電子申告開始届出書の提出（オンラインで提出が可能であり、利用者識別番号等がオンラインで発行される）。
- 住民基本台帳カード・マイナンバーカードの公的個人認証システムなどを利用した電子証明書の取得。
- 個人番号カードの公的個人認証サービスを利用した場合、公的個人認証サービス利用者クライアントソフトWindows 8.1・10・11もしくは OS X が必要）。
- ICカードリーダーライタ、および、それらの設定とデバイスドライバのインストール。
- 電子納税を行う場合は、インターネットバンキングに対応した金融機関への申込。

### 留意事項
- 個人が所得税・消費税等の確定申告する場合、国税庁ホームページの「確定申告書等作成コーナー」から行う方法もある。
- パソコンや外付けICカードリーダーやJavaなどに頼らない「スマートフォンでの電子申告」が、平成27年（平成28年1月から提出する申告書）の確定申告から採用されている[34]。
- 2019年1月以後は、従来の方式に加えて、簡素化された「マイナンバーカード方式」（マイナンバーカードを利用して申告）と「ID・パスワード方式」（税務署でIDとパスワードを受取り申告）の二通りの方式も、利用可能になった[17]。